# Капсинет, Кэрин
Робе́рта Линн «Кэ́рин» Ка́псинет (англ. Roberta Lynn «Karyn» Kupcinet; 6 марта 1941, Чикаго, Иллинойс, США — 28 ноября 1963, Уэст-Голливуд, Калифорния, США) — американская актриса.

## Биография
Роберта Линн Капсинет (настоящее имя Кэрин Капсинет) родилась 6 марта 1941 года в Чикаго (штат Иллинойс, США) в семье футболиста и спортивного журналиста Ирва Капсинета (род.1912—ум.2003) и его жены Эстер Соломон Капсинет (ум.2001), которые были женаты с 1939 года и до смерти Эстер в 2001 году. У Кэрин был младший брат — Джерри Капсинет (род.1944), режиссёр и продюсер.
В период с 1957 по 1963 года Кэрин сыграла в 19-ти фильмах и сериалах.

## Гибель
Была убита у себя дома в Уэст-Голливуде (штат Калифорния, США) 28 ноября 1963 года. Изначально предполагалось, что 22-летняя актриса скончалась от передозировки наркотиков, но после того, как коронер Гарольд Кейд обнаружил, что подъязычная кость умершей сломана, был сделан вывод, что она была задушена. Её убийство так и осталось нераскрытым.

## Избранная фильмография
| Год  |   | Русское название    | Оригинальное название      | Роль                |
| ---- | - | ------------------- | -------------------------- | ------------------- |
| 1960 | ф | Магазинчик ужасов   | The Little Shop of Horrors | Ширли               |
| 1961 | с | Шоу Донны Рид       | The Donna Reed Show        | Джинни              |
| 1963 | с | Дни в Долине Смерти | Death Valley Days          | Джули (в 1 эпизоде) |
| 1964 | с | Перри Мейсон        | Perry Mason                | Пенни Эмс           |